# 阿布哈茲駐外機構列表

阿布哈兹驻外外交使团地图
Abkhazia
阿布哈兹驻外大使馆
阿布哈兹驻外代表处
阿布哈兹大使馆，非常驻

此页面列出的是阿布哈兹的驻外外交使团。阿布哈兹共和国是未被普遍承认的国家，1992年正式宣布从格鲁吉亚独立，但在2008年南奥塞梯战争之前并未获得任何联合国会员国承认。
截至2024年1月，阿布哈兹被俄罗斯、尼加拉瓜、委内瑞拉、瑙鲁、叙利亚5个联合国会员国和南奥塞梯和德涅斯特河沿岸2个有限承认国家承认。阿布哈兹在国外有5个大使馆，在临近国家则有该国常任代表处，此外还委任四个名誉领事。

## 非洲
- 突尼西亞
  - 突尼斯市（代表处）

## 美洲
- 尼加拉瓜
  - 马那瓜（大使馆）
- 委內瑞拉
  - 加拉加斯（大使馆）[2]

## 亚洲
- 约旦
  - 安曼（代表处）
- 叙利亚
  - 大马士革（大使馆）
- 土耳其
  - 安卡拉（代表处）
- 中国
  - 北京（名誉领事，并未获得中国政府承认）

## 欧洲

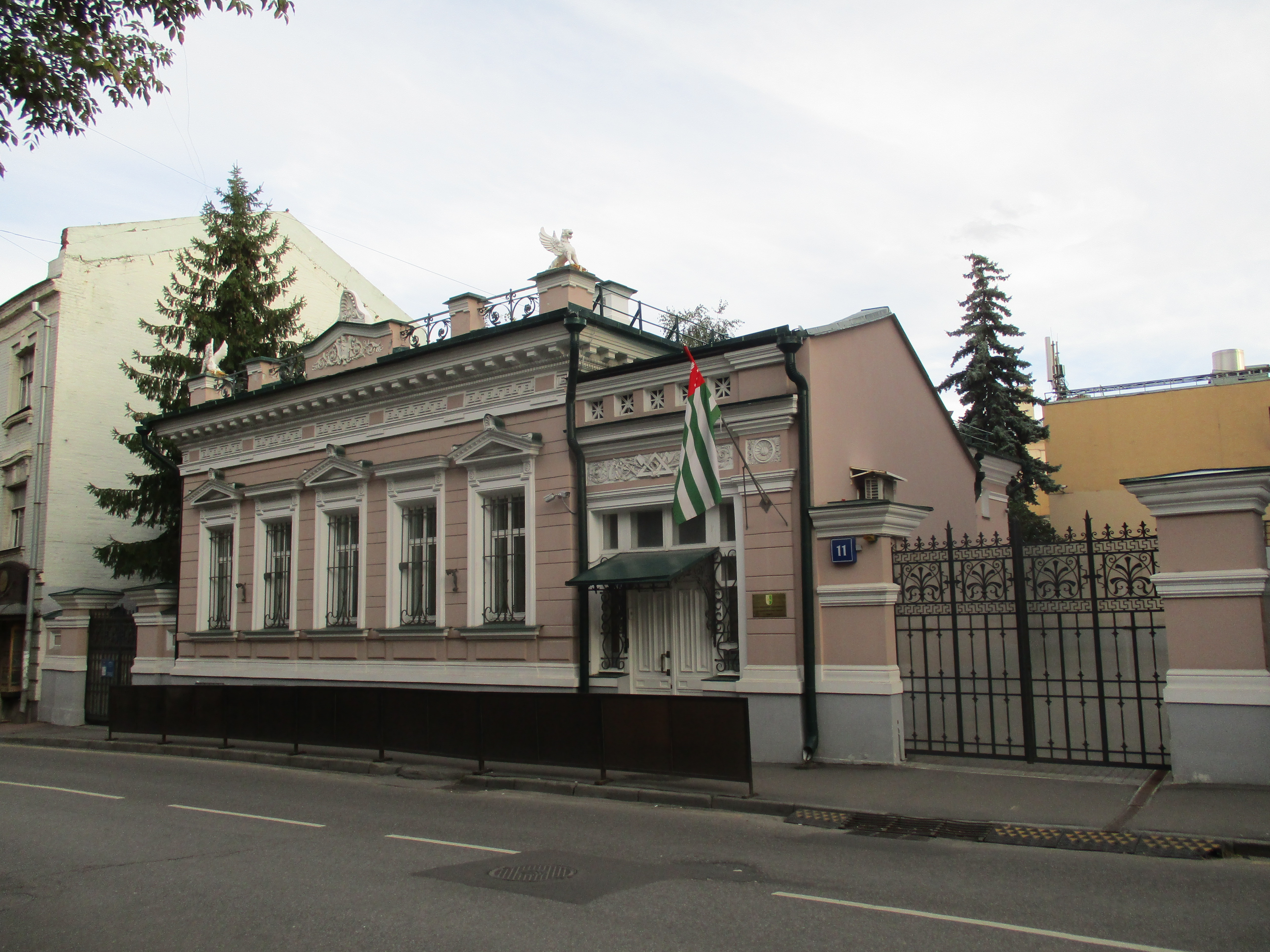
阿布哈兹驻俄罗斯大使馆（位於莫斯科）

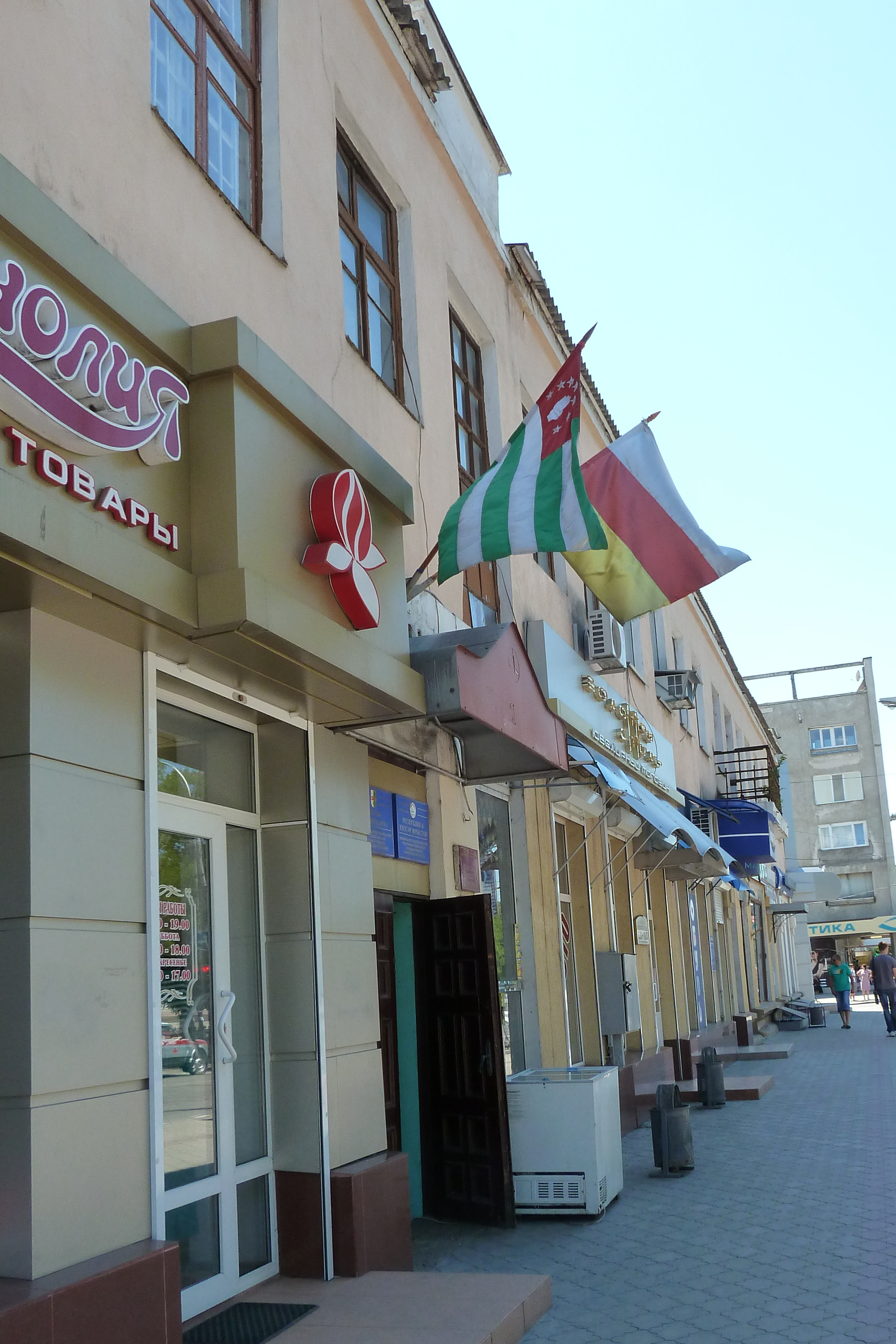
阿布哈兹和南奥塞梯驻德涅斯特河沿岸代表处，位于蒂拉斯波尔

- 奥地利
  - 维也纳（代表处）
- 保加利亚
  - 索非亚（代表处）
- 德国
  - 柏林（代表处）
- 希腊
  - 雅典（代表处）
  - 塞萨洛尼基（签证处）
- 義大利
  - 罗马（代表处）
- 俄羅斯
  - 莫斯科（大使馆）[3]
  - 顿河畔罗斯托夫（名誉领事）
  - 下诺夫哥罗德（名誉领事）
- 南奥塞梯
  - 茨欣瓦利（大使馆）[4]
- 德涅斯特河沿岸
  - 蒂拉斯波尔（代表处）
- 英国
  - 伦敦（名誉领事）